# Brevi amori a Palma di Majorca
Pour plus de détails, voir Fiche technique et Distribution.
Brevi amori a Palma di Majorca est une comédie italienne réalisée par Giorgio Bianchi et sortie en 1959.

## Synopsis
Anselmo Pandolfini est un homme anonyme en vacances à Palma de Majorque. Bien que souffrant d'une claudication visible, Anselmo est plein d'inventivité et d'une débrouillardise parfois trop démonstrative. Ces qualités lui permettent de faire la connaissance d'une célèbre diva américaine, Mary Moore, qui lui en veut d'abord, de s'introduire dans son entourage en lui faisant gagner une fortune au poker et de lui servir de garde du corps pendant quelques soirées. Sur ces événements, plusieurs histoires d'amour se croisent, destinées à s'achever avec l'arrivée de l'automne.

## Fiche technique
- Titre original : Brevi amori a Palma di Majorca[1],[2],[3]
- Réalisateur : Giorgio Bianchi
- Scénario : Vittorio Metz, Rodolfo Sonego, Roberto Gianviti (it)
- Photographie : Alvaro Mancori
- Montage : Adriana Novelli (it)
- Musique : Piero Piccioni
- Décors : Franco Fontana, Antonio Simont
- Production : Francesco Giaculli, Nino Crisman (it)
- Sociétés de production : CEI Incom, Chamartín Producciones y Distribuciones, Film Napoleon
- Pays de production :  Italie
- Langue originale : italien
- Format : couleur par Eastmancolor - 2,35:1 - Son mono - 35 mm
- Durée : 103 minutes
- Genre : comédie
- Dates de sortie :
  - Italie : 2 décembre 1959

## Distribution
- Alberto Sordi : Anselmo Pandolfini
- Belinda Lee : Mary Moore
- Gino Cervi : André Breton
- Dorian Gray : Hélène
- Marcello Giorda : Duc de Maurino
- Laura Carli Esterina
- Luis Peña : l'avocat Antonio Córdoba
- Rossana Martini : Angela, la jeune veuve
- Antonio Cifariello : Ernesto
- Mercedes Alonso Clementina
- Vicente Parra : Gianni
- Paloma Valdés : Inesita, la fille d'Angela
- Giulio Paradisi Miguel
- Giulio Marchetti : barman
- Pedro Rodríguez de Quevedo : Le père de Clementina